# Cumbre Vieja
Die Cumbre Vieja (deutsch: Alter Höhenrücken) ist eine maximal 1949 msnm hohe und etwa 14 Kilometer lange Vulkankette im Süden der zu Spanien gehörenden Kanareninsel La Palma. Teile der Cumbre Vieja bilden den gleichnamigen Naturpark.

## Lage
Der Höhenrücken erstreckt sich etwa in Nord-Süd-Richtung und bildet zusammen mit der sich ab dem Refugio El Pilar nordöstlich anschließenden Cumbre Nueva den zentralen Gebirgszug auf der südlichen Inselhälfte. Anders als der Name vermuten lässt, ist die Cumbre Vieja geologisch jünger als die Cumbre Nueva.
Über die Cumbre Vieja verläuft ein beliebter Wanderweg, die Ruta de los Volcanes („Vulkanroute“, GR 131). Der Weg bietet weite Ausblicke auf La Palma und die drei Nachbarinseln Teneriffa, La Gomera und El Hierro.

## Klima

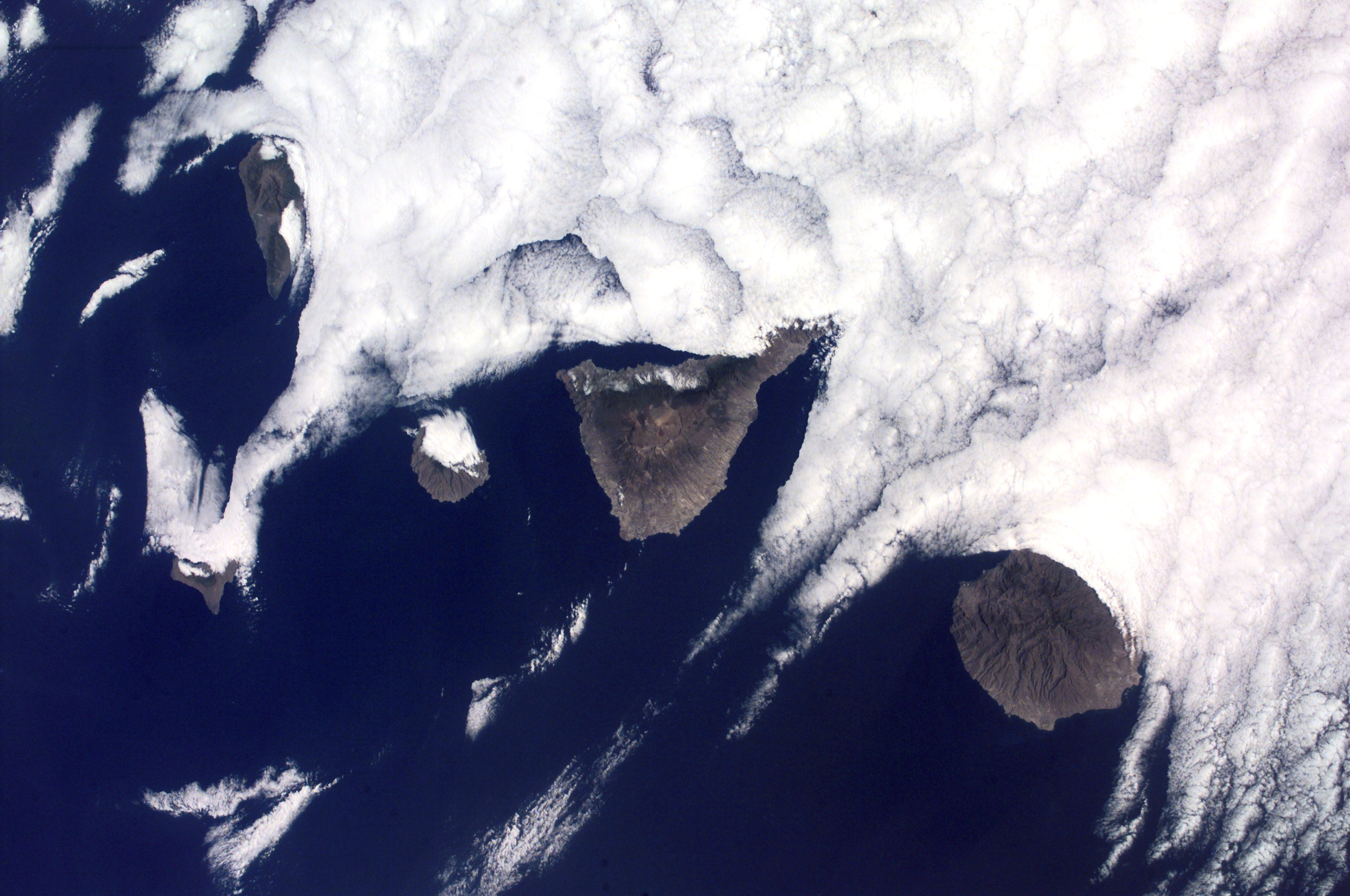
Der Nordostpassat treibt Wolken gegen die Kanarischen Inseln. La Palma befindet sich links oben.

Der Höhenrücken hat maßgeblichen Einfluss auf das Klima der Insel. Zusammen mit der noch höher aufragenden Caldera de Taburiente im Norden teilt er die Insel in eine feuchtere Ost- und eine trockenere Westhälfte: Der vorherrschende Nordostpassat treibt Luftmassen gegen die Berghänge. Die Luft steigt auf und bildet Wolken, deren Obergrenze im Sommer höher, im Winter tiefer liegt. Diese Wolken spenden genügend Feuchtigkeit, um an den Abhängen ausgedehnte Laub- und Kiefernwälder gedeihen zu lassen. Die Gipfelregion befindet sich hingegen bereits im Einflussbereich des Gegenpassates. Sie ist daher trockener und oft wolkenfrei. Aufgrund der Höhe kann die Temperatur in der Gipfelregion in den Wintermonaten zeitweise unter den Gefrierpunkt sinken.

## Geologie
Die Cumbre Vieja ist vulkanischen Ursprungs. Sie besteht aus Lava, Tuff und vulkanischer Asche. Zahlreiche Krater reihen sich aneinander, höchster Punkt ist der 1949 Meter hohe Berg Deseada.

### Liste der wichtigsten Vulkankrater auf der Cumbre Vieja von Nord nach Süd
| Gipfel              | Art | Höhe   | Koordinaten          | Bemerkungen                                     | Bild |
| ------------------- | --- | ------ | -------------------- | ----------------------------------------------- | ---- |
| Volcán de Tajogaite |     | 1122 m | 28° 37′ N, 17° 52′ W | Ausbruch: 19. September bis 13. Dezember 2021   |      |
| Pico Birigoyo       |     | 1807 m | 28° 36′ N, 17° 50′ W |                                                 |      |
| Montaña la Barquita |     | 1809 m | 28° 36′ N, 17° 50′ W |                                                 |      |
| Pico Nambroque      |     | 1922 m | 28° 35′ N, 17° 50′ W |                                                 |      |
| Duraznero           |     | 1852 m | 28° 34′ N, 17° 50′ W | Ausbruch: 24. Juni bis 4. August 1949           |      |
| Deseada             |     | 1949 m | 28° 34′ N, 17° 50′ W |                                                 |      |
| San Martín          |     | 1563 m | 28° 32′ N, 17° 50′ W | Ausbruch: 1. Oktober 18. Dezember 1646          |      |
| San Antonio         |     | 0677 m | 28° 29′ N, 17° 51′ W | Ausbruch: 17. November 1677 bis 21. Januar 1678 |      |
| Teneguía            |     | 0428 m | 28° 28′ N, 17° 51′ W | Ausbruch: 26. Oktober bis 18. November 1971     |      |

La Palma ist seit mehreren Jahrhunderten die vulkanisch aktivste Insel der Kanaren. Unter anderen entstanden einige der etwa 120 Krater der Cumbre Vieja erst in den letzten 500 Jahren.

### Liste der wichtigsten in den letzten 500 Jahren entstandenen Vulkankrater auf der Cumbre Vieja
- Um 1470 bis 1492 brach die Montaña Quemada (dt.: Verbrannter Berg) am nordwestlichen Ende der Cumbre Vieja aus. Die Spanier hatten die Insel um diese Zeit noch nicht vollständig erobert, daher fehlen genauere Daten. Dokumentierte Eruptionen waren:
- 1585:/00 der Tajuya, dessen Name aus dem Guanche stammt und dessen Lava ein großes Gebiet der heutigen Gemeinde El Paso bedeckt,
- 1646:/00 der 1598 Meter hohe San Martín, der nach Osten hin den Monte la Luna bildete,
- 1677/78: der 657 Meter hohe etwa 3000 Jahre alte San Antonio südlich des Ortes Fuencaliente (heute Los Canarios)
- 1712:/00 der El Charco (dt.: die Pfütze) bei El Paso.

### Vulkanausbruch 1949

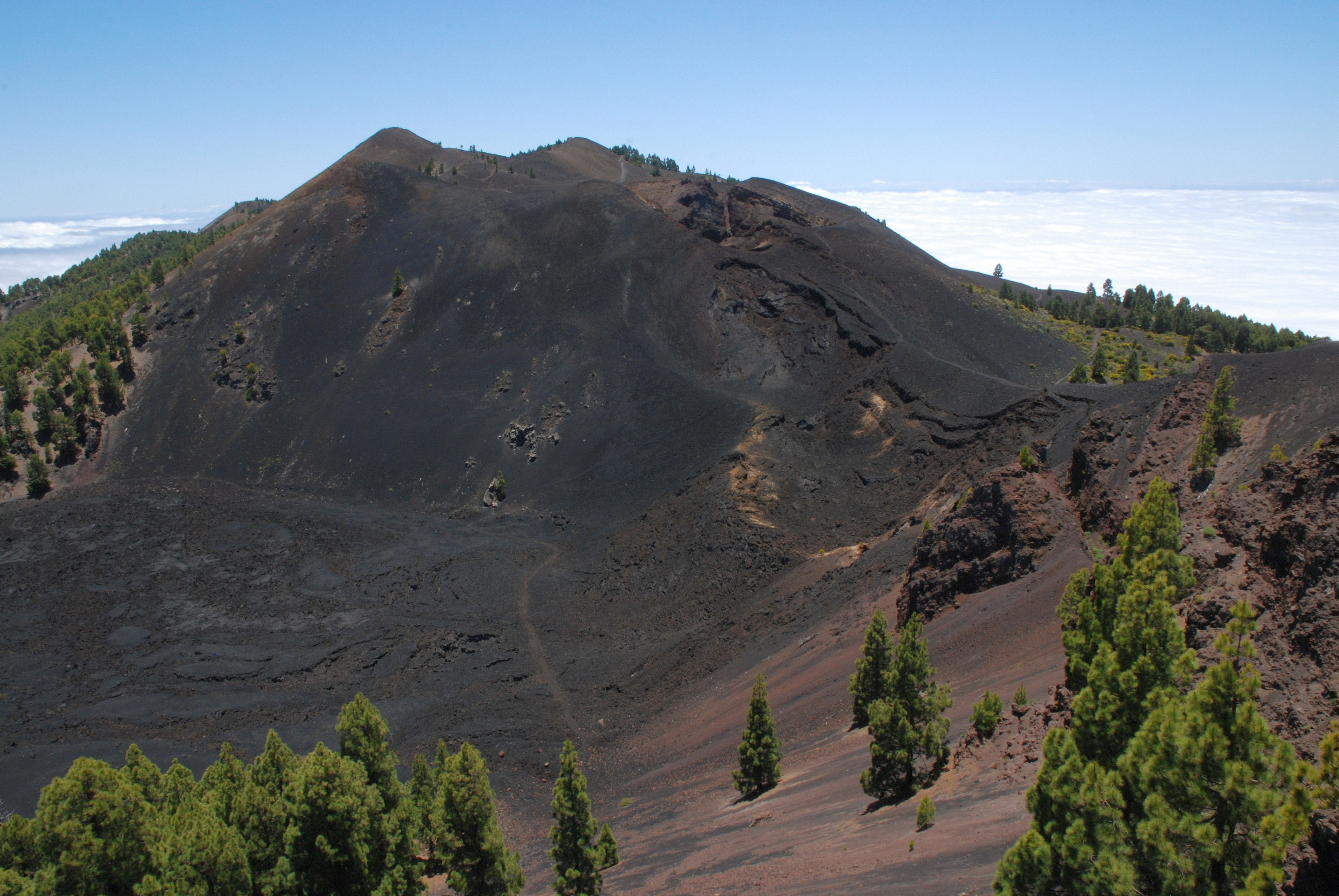
Das Lavafeld La Malforada mit der Montaña del Fraile und dem Krater Duraznero, im Hintergrund der Krater des Deseada

Beim Vulkanausbruchs auf La Palma im Jahr 1949 brach entlang eines etwa vier Kilometer langen Spaltensystems an drei unterschiedlichen Stellen auf dem Bergkamm der Cumbre Vieja zwischen dem 24. Juni und dem 30. Juli 1949 die Erde auf. Die drei Eruptionsstellen, unterschiedlicher vulkanologischer Charakteristik, waren der neu entstandene Krater Duraznero, die Eruptionsspalte Llano del Banco und der Explosionskrater Hoyo Negro. Der 24. Juni ist in Spanien der Festtag des Heiligen Johannes, daher wird dieser Vulkanausbruch auch San Juan-Eruption oder Vulkan San Juan genannt.

### Vulkanausbruch 1971
1971 brach der 438 Meter hohe Teneguía an der Südspitze La Palmas aus. Der Name des Vulkans stammt von einem heiligen Felsen der Guanchen, dem Roque Teneguía, an dem es eine heiße Quelle gab, die beim Ausbruch des San Antonio 1676 verschüttet worden war. Der Teneguía bildete zu Anfang seines Ausbruchs sechs Öffnungen unterhalb des San Antonio bei Fuencaliente, aus denen noch heute heiße Schwefeldämpfe austreten.
Südlich des Teneguía setzt sich die Cumbre unter dem Meeresspiegel fort. Unterseeischer Vulkanismus zeigt, dass sich der aktivste Teil der Cumbre noch im Meer befindet.

### Mögliche Tsunamigefahr
Während der Eruption des Vulkans San Juan 1949 bildete sich ein zwei Kilometer langer Riss in der Gebirgsflanke, und die westliche Hälfte der Cumbre rutschte einige Meter in Richtung Westküste ab. Einige Geologen befürchten, dass bei einem weiteren Ausbruch aufsteigendes Magma in wasserführende Gesteinsschichten der Cumbre eindringen könnte. Explosionsartiges Verdampfen des Wassers könnte den Berghang instabil werden lassen. Bis zu 500 Milliarden Tonnen Gestein könnten dadurch ins Meer rutschen. Ein solch gewaltiger Bergsturz würde einen Megatsunami im Atlantik auslösen.
Nach Untersuchungen der Technischen Universität Delft ist ein solcher Bergrutsch in den nächsten 10.000 Jahren jedoch unwahrscheinlich, da die Cumbre noch nicht hoch und nicht steil genug sei. Nur wenn Extreme aufeinanderträfen wie beispielsweise sehr ergiebiger Regen bei gleichzeitig außergewöhnlich starkem Vulkanausbruch, wäre überhaupt ein Flankenabrutsch möglich. Berechnungen der Universität besagen, dass Kräfte von bis zu 28 Billionen Newton wirken müssten.

### Vulkanausbruch 2021

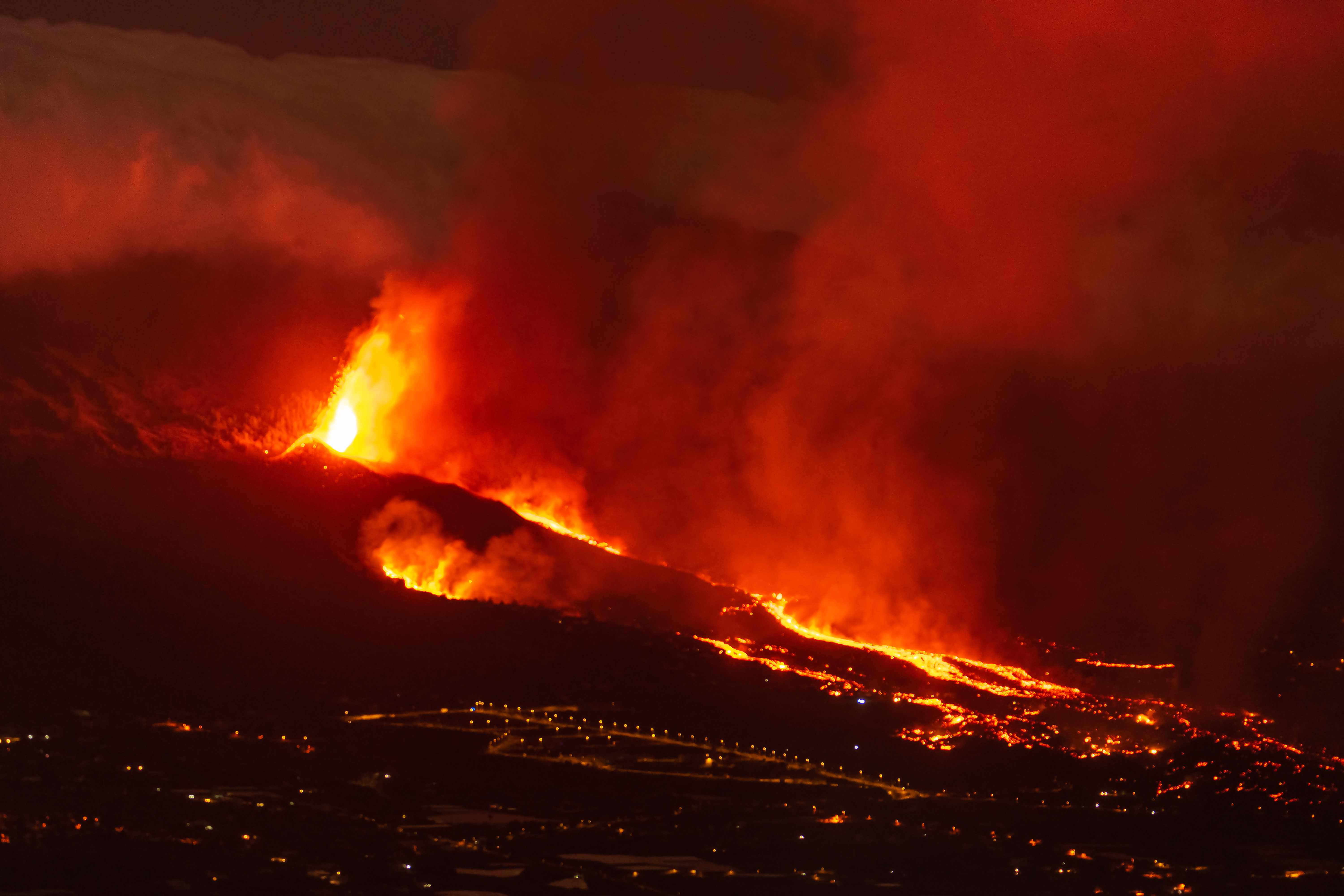
Eruptionskrater in der Nacht zum 20. September mit Lavafluss Richtung Todoque

Am 19. September 2021 um 16:12 Uhr MESZ ereignete sich eine Eruption oberhalb von Las Manchas. Es bildeten sich zunächst zwei Spalten mit jeweils mehreren Schloten, Lavafontänen waren zu sehen. Nach einer Stunde bildete sich oberhalb der ersten Ausbruchstelle eine Aschewolke, die bis 1.500 Meter hoch reichte. Am 12. Dezember 2021 dauerte der Ausbruch bereits 85 Tage. Der Ausbruch gilt damit als der längste bekannte Ausbruch eines Vulkans auf La Palma. Seit dem 15. Dezember hat sich die Tätigkeit deutlich beruhigt.

## Gleichnamiger Naturpark
Der Naturpark Cumbre Vieja ist 7500 Hektar groß. Er erstreckt sich über die Höhenregionen in der südlichen Mitte der Insel und umfasst (von Ost nach West) Teile der Gemeinden Breña Alta, Breña Baja, Mazo, Fuencaliente de La Palma und El Paso. Neben den Vulkankegeln sind auch die ausgeprägten Lapilli- und Lavafelder des Bergmassivs erwähnenswert. Die Vegetation besteht in der Höhe aus alpinem Buschwerk, weiter unten aus dem durch die Kanarenkiefer geprägten Kiefernwald und zu einem kleineren Anteil auch aus Baumheiden-Buschwald und Lorbeerwald.